# Pies Baskerville’ów (film 1939)
Pies Baskerville’ów (ang. The Hound of the Baskervilles) – amerykański film typu mystery z 1939 roku w reżyserii Sidneya Lanfielda na podst. powieści Arthura Conana Doyle’a o tym samym tytule. W filmie występują Basil Rathbone jako Sherlock Holmes i Nigel Bruce jako dr John Watson. Wydany przez 20th Century Fox, pierwszy z czternastu filmów o Sherlocku Holmesie wyprodukowanych w latach 1939–1946, z Rathbone’em i Bruce’em w rolach głównych.

## Obsada
- Richard Greene – sir Henry Baskerville
- Basil Rathbone – Sherlock Holmes
- Wendy Barrie – Beryl Stapleton
- Nigel Bruce – dr John H. Watson
- Lionel Atwill – dr James Mortimer
- John Carradine – kamerdyner Barryman
- Morton Lowry – John „Jack” Stapleton
- Eily Malyon – pani Barryman
- Barlowe Borland – Frankland
- Beryl Mercer – Jennifer Mortimer
- Ralph Forbes – sir Hugo Baskerville
- E.E. Clive – taksówkarz w Londynie
- Lionel Pape – koroner
- Nigel De Brulier – skazaniec
- Mary Gordon – pani Hudson
- Ian Maclaren – sir Charles